# Teracotona latifasciata
Teracotona latifasciata är en fjärilsart som beskrevs av Robert H. Carcasson 1965. Teracotona latifasciata ingår i släktet Teracotona och familjen björnspinnare. Inga underarter finns listade i Catalogue of Life.